# Иванова, Екатерина Николаевна
Екатери́на Никола́евна Ивано́ва (в девичестве — Дорофеева; 1 апреля 1962, с. Платово, Курчумский район, Восточно-Казахстанская область, Казахская ССР, СССР — 10 октября 1994, Канченджанга, Гималаи, граница Непала и Индии) — советская и российская альпинистка, заслуженный мастер спорта СССР (1990), первая советская альпинистка, покорившая Джомолунгму (1990).

## Биография
Мать — медсестра, отец — столяр-плотник в колхозе в селе Платово (позже аул Сарытау, ликвидирован в 2007 году).
Училась в Курчумской средней школе № 1 имени Ю. А. Гагарина.
Окончила геологоразведочный факультет Иркутского политехнического института (1984). В студенческий период увлеклась скалолазанием, участвовала в соревнованиях. Работала геологом в ВОСТСИБНИИГИМСе и продолжала занятия альпинизмом.
В 1990 году вошла в состав совместной советско-китайско-американской экспедиции на Эверест «Восхождение мира — 1990». 10 мая 1990 стала первой советской и одиннадцатой женщиной в мире, которой удалось подняться на Эверест (8848 м).
9 октября 1992 вместе с В. Шатаевым, Э. Липенем и А. Исхаковым покорила самый низкий восьмитысячник мира — Шишабангма (8027 м). В 1993, в составе экспедиции камчатских альпинистов, совершила восхождение на Манаслу (8156 м).
Муж — Иванов Дмитрий, дочь Ульяна (род. 1991).
Погибла при восхождении на гору Канченджанга — лагерь на отметке 6700 м, где она остановилась на ночевку с альпинистом Сергеем Жвирблей, накрыла лавина. Тела альпинистов не были найдены.

## Награды
- Орден «За личное мужество» (1990)

## Память
- На Радищевском кладбище Иркутска установлен памятник — снежный барс, грустящий на дикой скале, где высечены барельефы оставшихся во льдах Гималаев иркутских альпинистов Екатерины Ивановой и Павла Бонадысенко[1].
- В 2012 году в Иркутске на доме, где жила Екатерина Иванова, в память о ней была установлена мемориальная доска[2]. Федерация альпинизма предложила назвать улицу именем Екатерины Ивановой.
- В Иркутске проводятся турниры по скалолазанию памяти Екатерины Ивановой[3].